# Ермоген Касандрийски
Ермоген (на средногръцки: Ἑρμογένης, Ермогенис) е гръцки духовник, епископ на Константинополската патриаршия от V век. Ермоген е първият известен епископ на Касандрийската епархия. Споменат е като участник в Ефеския събор от 449 г. и в Четвъртия вселенски събор в Халкедон в 451 година, на който са осъдени монофизитството и несторианството.